# Monte Pegherolo
Il monte Pegherolo è una montagna delle Alpi alta 2369 m. È in prevalenza rocciosa e contornata da sassaie che ne rendono le vie d'accesso sdrucciolevoli. Alcuni tratti del sentiero di risalita verso la cresta sono esposti, e altri ancora si effettuano in arrampicata.
Nonostante la vetta non sia particolarmente ricca di vegetazione, in alcuni anfratti si possono trovare piante rare e protette.

## Localizzazione
Il monte è situato sulle Alpi Orobie a sud della dorsale che comprende, partendo da nord, anche il pizzo Rotondo, il monte Cavallo e il pizzo Cavallino. Localizzato al centro geografico dell'alta val Brembana, in provincia di Bergamo, il monte separa il territorio del comune di Mezzoldo a occidente dal territorio del comune di Valleve a oriente.

## Accessi

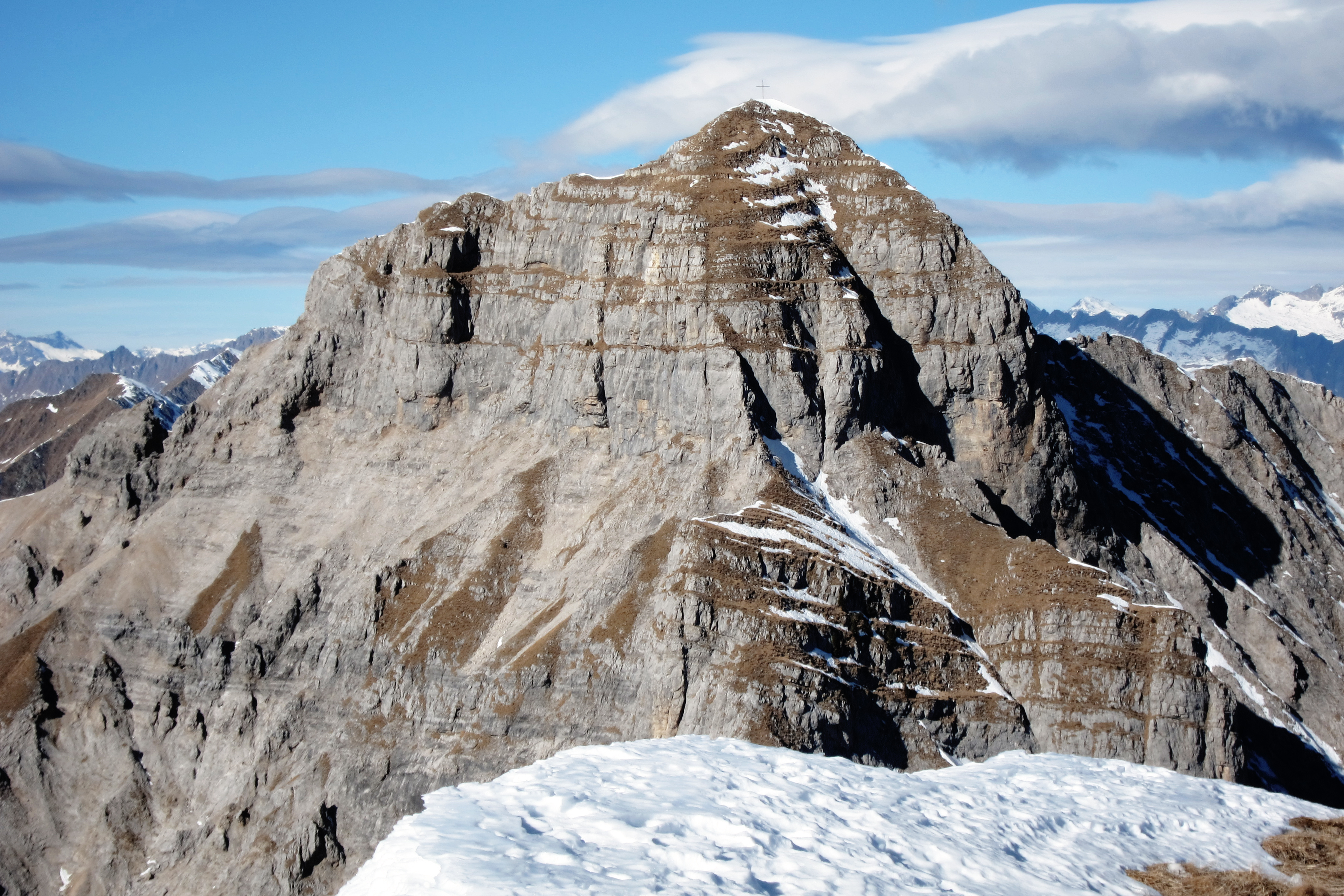
Il Monte Pegherolo visto dalla cima del Monte Secco Brembano

La via più rapida per raggiungere la vetta parte da San Simone, frazione di Valleve, dove si prende il sentiero per la Baita del Camoscio e, in prossimità della baita, ci si dirige ad ovest lungo il sentiero che sale verso il passo di San Simone. Prima di attraversare il passo si prende il sentiero sulla sinistra in direzione monte Pegherolo/monte Cavallo. Il sentiero prosegue sulla pancia della dorsale attraverso rocce e sassaie e si arrampica in prossimità della vetta, dove si percorrono tratti esposti da percorrere in cresta. Durante l'ascesa bisogna fare attenzione al sentiero molto sdrucciolevole.
Un'altra via d'accesso prevede la salita dall'abitato di Valleve: il percorso segnalato, inizia in prossimità del cimitero del paese e sfrutta antichi sentieri che risalgono la valle sino ad alcune baite. Nella parte alta della valle, oggetto di importanti movimenti franosi, era stata attrezzata una via, ma l'attrezzatura è rimasta in condizione precaria ed è rischioso usarla.
Infine un ultimo sentiero di salita parte da Mezzoldo.